# Stato da Màr
Stato da Mar hoặc Domini da Mar (Hải dương lãnh địa) là tên gọi được đặt cho các thuộc địa hải ngoại và hàng hải của nước Cộng hòa Venezia, bao gồm cả Istria, Dalmatia, Negroponte, Morea ("Vương quốc Morea"), quần đảo Aegea của Công quốc Archipelago và các đảo Crete ("Vương quốc Candia") và Cộng hòa Síp. Đó là một trong ba phân khu thuộc địa của nước Cộng hòa, hai khu còn lại là Dogado (tức là Venezia) và Domini di Terraferma ở miền bắc nước Ý.
Việc tạo ra đế quốc hải ngoại của Venezia bắt đầu vào khoảng năm 1000 với cuộc chinh phục xứ Dalmatia và đạt mức độ danh nghĩa lớn nhất của nó khi kết thúc cuộc Thập tự chinh thứ tư vào năm 1204, với lời tuyên bố giành lại được một nửa lãnh thổ của Đế quốc Đông La Mã. Tuy nhiên, hầu hết các lãnh thổ này chưa bao giờ thực sự nằm dưới quyền kiểm soát của Venezia, do các quốc gia kế thừa Đông La Mã gốc Hy Lạp nắm giữ (Công quốc chuyên chế Ipiros, Đế quốc Nicaea và Đế quốc Trebizond) và nhiều phần còn lại đã sớm mất khi Đế quốc Nicaea của Đông La Mã tái chiếm thành Constantinopolis (1260). Sau đó, dưới áp lực ngày càng tăng từ Đế quốc Ottoman, vùng lãnh thổ còn lại tiếp tục bị mất và tổ chức lại cho đến khi nước Cộng hòa thất thủ vào năm 1797, chỉ còn sót lại Istria, Dalmatia, Corfu và quần đảo Ionia (quần đảo Ionia thuộc Venezia).